# 辻亮一
辻 亮一（つじ りょういち、1914年9月28日 - 2013年3月6日）は、日本の小説家。

## 来歴
滋賀県神崎郡南五個荘村金堂（現在の東近江市五個荘金堂町）生まれ。従兄に画家の野口謙蔵がいる。呉服商・辻市左衛門の五男で、父に謡曲を習う。
八日市中学校、早稲田第二高等学院を経て、1937年早稲田大学文学部フランス文学科卒業。高等学院在学中、八木義徳、多田裕計、中村八朗らと同人雑誌『黙示』を創刊。大学卒業後は満洲に渡り、東満洲鉄道の親会社である東満洲産業に勤務した。
敗戦に伴い、中国共産党軍に抑留され、妻を失う。1948年に帰国した後に再婚し、長浜ゴム（のち三菱樹脂）に勤務。1949年、中国共産党の手榴弾工場で徴用された経験を描いた「異邦人」を書く。これを八木義徳に郵送すると、八木が同郷の外村繁に見せ、外村が『新小説』に推薦して掲載される。1950年、「異邦人」で第23回芥川賞受賞、単行本化。その後も細々と創作を続けるが、1962年頃に筆を絶つ。
1963年、三菱樹脂営業第三部長。1970年に退社すると、仏教に傾倒する。1972年より『大真』に仏教論文を連載した。
2013年3月6日、心不全のため死亡。98歳没。

## 著書
- 『異邦人』文藝春秋新社、1950
- 『挽歌抒情』学習研究社、1960